# Mähringen (Kusterdingen)
Mähringen ist ein Ortsteil der Gemeinde Kusterdingen im Landkreis Tübingen in Baden-Württemberg. Am 31. Dezember 2006 hatte Mähringen 1357 Einwohner, im Mai 2017 waren es 1459 Einwohner.

## Lage und Verkehrsanbindung
Mähringen liegt südlich des Kernortes Kusterdingen. Unweit nördlich verläuft die B 28, etwas weiter entfernt westlich die B 27 und nordwestlich die B 297.

## Geschichte
Die Besiedlung der Ortschaft Mähringen geschah bereits während der Zeit der alemannischen Landnahme im Verlauf des 3. bis 5. Jahrhunderts. Im Hochmittelalter gehörte der Ort zum Herzogtum Schwaben. Erste Nennungen als Moringen sind aus dem 12. Jahrhundert bezeugt. Im Spätmittelalter übten die Reutlinger Bondorfer, später auch unter dem Namen Herder bekannt, die Herrschaft über den Ort aus. Aus der Zeit der Staufer gab es im Ort Mähringen ein Kirchspielgericht, das von vielen Orten der Umgebung im Falle von Rechtsstreitigkeiten aufgesucht wurde. Im Verlauf des 14. und 15. Jahrhunderts gelangten die Herrschaftsrechte über das Dorf an das Kloster Pfullingen und an die Grafschaft Württemberg. Im Jahre 1471 wurde der Ort vollständig württembergisch und dem Amt Tübingen unterstellt. Die aus dem Hochmittelalter tradierte Tätigkeit des Mähringer Kirchspielgerichts wurde somit alsbald beendet. Herzog Ulrich setzte 1534 in Württemberg die Reformation durch, so dass auch die Gemeinde Mähringen evangelisch wurde. 
Mähringen gehörte seit 1758 zum Oberamt Tübingen und somit von 1806 bis 1918 zum Königreich Württemberg.
Mähringen lag von 1902 bis 1982 an der privat betriebenen Gönninger Bahn und hatte damit seit Beginn des 20. Jahrhunderts über den Bahnhof von Reutlingen Anschluss an das Netz der Württembergischen Eisenbahn (bzw. seit 1920 der Reichsbahn und seit 1949 der Bundesbahn). Der inzwischen stillgelegte Bahnhof in Mähringen ist noch vorhanden. Auch der frühere Bahndamm ist noch erkennbar.
Bei der Verwaltungsreform während der NS-Zeit in Württemberg gelangte Mähringen 1938 zum erweiterten Landkreis Tübingen.
Nach dem Zweiten Weltkrieg fiel der Ort in die Französische Besatzungszone und kam somit zum neu gegründeten Land Württemberg-Hohenzollern, welches 1952 als Regierungsbezirk Südwürttemberg-Hohenzollern im Land Baden-Württemberg aufging.
Die bis 1975 selbständige Gemeinde Mähringen wurde im Zuge der Gemeindereform ein Ortsteil der Gemeinde Kusterdingen.

## Sehenswürdigkeiten
Die Stephanskirche der evangelischen Kirchengemeinde Mähringen (Kirchenbezirk Tübingen) ist ein Baudenkmal. Eine Kirche und Pfarrei wurde 1275 erstmals erwähnt. 1450 wird die Kirche St. Stephan bezeichnet. Zum Pfarrsprengel gehörten auch einige Nachbarorte. Das Patronat der Kirche kam über die Hohenberger an die Ortsherren. 1449 wurde es dem Kloster Pfullingen verkauft. Die Reformation wurde 1534 eingeführt. Die Kirche ist im Kern romanisch. Sie wurde wohl 1530 umgebaut und erweitert. Ihr ältester Teil – das romanische, dreimal abgestufte Portal an der unteren Westwand – stammt aus der Zeit zwischen ca. 1000 und 1290. Während des Zweiten Weltkriegs musste im Jahr 1941 unter Leitung der Architekten Klatte & Weigle die Kirche wegen Befalls durch Messingkäfer renoviert werden. Bei dieser Gelegenheit wurde das gotische Chorfenster mit Glasmalerei (Szenen aus dem Leben Jesu) nach dem Entwurf von Walter Kohler versehen. Weitere Renovierungen gab es 1971 und 2001.

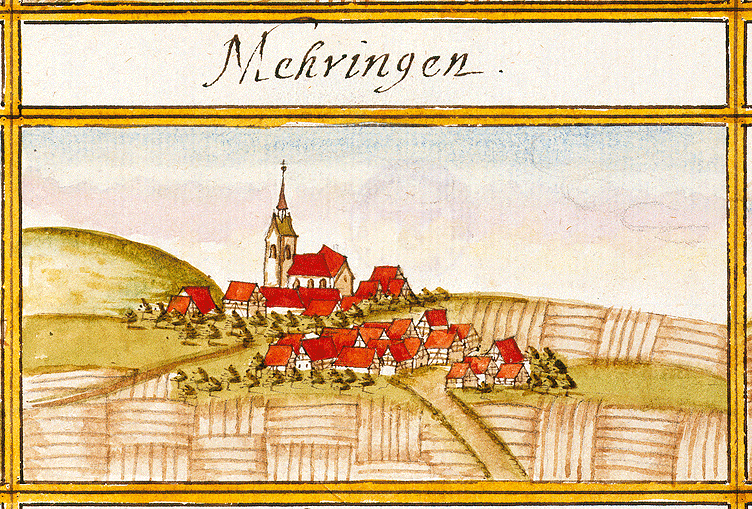
Zeichnung von Andreas Kieser (1683)